# Emeritenanstalt der Erzdiözese München-Freising
Die Emeritenanstalt der Erzdiözese München-Freising ist nach kanonischem Recht eine öffentliche juristische Person und trägt die Rechtsform einer Körperschaft des öffentlichen Rechts. 
Die Stellung als Körperschaft wurde durch Entschließung des Bayerischen Staatsministeriums für Unterricht und Kultus vom 14. Juli 1923 anerkannt.

## Aufgabe
Die Emeritenanstalt zahlt ihren Mitgliedern während des Ruhestandes Pensionszahlungen nach beamtenrechtlichen Grundsätzen. Für Priester erfolgt die Versetzung in den dauernden Ruhestand regulär mit der Vollendung des 70. Lebensjahres.

## Mitglieder
- Erzbischöfe von München-Freising
- Weihbischöfe der Erzdiözese München-Freising
- Inkardinierte Priester der Erzdiözese München-Freising
- Heimatvertriebene Priester deutscher Abstammung, für die die Erzdiözese München-Freising als Aufnahmediözese gilt
- Priesteramtskandidaten der Erzdiözese München-Freising mit Beginn des Pastoralkurses

## Finanzierung
Zur Erfüllung ihrer Aufgabe wurde die Emeritenanstalt von der Erzdiözese München-Freising mit Immobilien- und Finanzanlagevermögen ausgestattet. 
Ebenso erhält die Emeritenanstalt Zuschüsse des Freistaates Bayern, vereinbart im Bayerischen Konkordat aus dem Jahr 1924, und der Erzdiözese München-Freising. Der Freistaat Bayern hat mit dem Gesetz zur Ausführung konkordats- und staatskirchenvertraglicher Verpflichtungen (AGKStV) sowie der Vereinbarung zwischen dem Freistaat Bayern und den sieben römisch-katholischen (Erz-)Diözesen in Bayern vom 15. Dezember 2014 an diesen Regelungen festgehalten. 

## Verwaltung
Die Verwaltung der Emeritenanstalt besorgt nach § 14 der Satzung vom 1. Januar 2016 der Erzbischöfliche Finanzdirektor mit Hilfe der Erzbischöflichen Finanzkammer. Der Erzbischöfliche Finanzdirektor vertritt die Emeritenanstalt nach innen und außen.